# Geophis nigrocinctus
Espèce
Statut de conservation UICN

 DD  : Données insuffisantes
Geophis nigrocinctus  est une espèce de serpents de la famille des Dipsadidae.

## Répartition
Cette espèce est endémique du Mexique. Elle se rencontre au-dessus de 1 900 m d'altitude dans la Sierra de Coalcomán dans le Michoacán et dans la Sierra de Manantlán dans le Jalisco.

## Publication originale
- Duellman, 1959 : Two new snakes, genus Geophis, from Michoacán, Mexico. Occasional Papers of the Museum of Zoology, University of Michigan, no 605, p. 1-9 (texte intégral).